# Parc naturel marin
Pour les articles homonymes, voir PNM.
 (février 2022).
Un parc naturel marin (PNM) est une catégorie d’aire marine protégée française créés par la loi du 14 avril 2006  qui a mis en place un régime juridique spécial des espaces maritimes protégés.
Les parcs naturels marins sont des structures visant la gestion intégrée, dans un objectif de protection, d'une zone maritime d'intérêt particulier pour la biodiversité et pour les activités humaines, ayant pour objet de contribuer à la protection, à la connaissance du patrimoine marin et de promouvoir le développement durable du milieu marin. Cela vise de vastes espaces sur lesquels coexistent des écosystèmes marins naturel et des activités professionnelles (pêche, transport maritime, énergies renouvelables…) et de loisirs (nautisme, pêche de loisir, kayak, surf…) liées à la mer.

## Historique
La stratégie nationale de création d'aires marines protégées, adoptée par le Gouvernement à la suite du Grenelle de la mer, se donne pour objectif de classer 20 % des eaux sous juridiction française en aires marines protégées avant 2020 (10 % avant 2012). Le parc naturel marin est un des outils de protection disponible à ce titre.
La nouvelle stratégie nationale pour les aires protégées, adoptée lors du One planet summit du 12 janvier 2021, fixe un nouvel objectif de 30 % de couverture du territoire national et des espaces maritimes. Elle précise par ailleurs que 10 % du territoire national et des espaces maritimes devra bénéficier d'un statut de « protection forte » (le terme utilisé initialement étant « pleine naturalité »). Ce statut de protection forte est questionné par certaines associations de protection de l'environnement qui estiment que les critères sont trop vagues pour garantir une réelle protection.
Cela rejoint la critique parfois faite aux parcs naturels marins d'être des « parcs de papiers » pour certains d'entre eux, c'est-à-dire disposant d'une existence juridique (« sur le papier ») mais ne disposant pas des moyens (notamment d'équipes de contrôle) pour protéger de façon effective leur zone de compétence. Dans ce contexte, le 11 janvier 2018, l'ensemble des présidents des parcs naturels marins, qui avaient menacé de démissionner collectivement, ont été reçus par Nicolas Hulot, alors ministre de l'écologie, afin notamment que des moyens supplémentaires soient alloués aux parcs.

## Objectifs et missions
Les parcs naturels marins ont pour objectifs de[réf. souhaitée] :
- mieux connaître le milieu marin ;
- le protéger ;
- développer durablement les activités liées à la mer.

Le projet de territoire est spécifié dans un plan de gestion qui fixe les objectifs et finalités du parc à 15 ans. Il est élaboré par le conseil de gestion avec l’appui de l’équipe du parc et est soumis à l’approbation du conseil d'administration de l’Office français de la biodiversité[réf. souhaitée].
Il sert de cadre pour définir le programme d’action annuel.
Le parc doit contribuer [réf. souhaitée]:
- à la connaissance du milieu marin ;
- au maintien et à la valorisation du patrimoine culturel maritime (y compris historique via les épaves...) ;
- au soutien des activités respectueuses de l’environnement ;
- à une exploitation durable des ressources naturelles ;
- au contrôle et à la police de l’environnement ;
- à la restauration du bon état écologique des eaux marines, des milieux et des espèces ;
- au maintien des fonctionnalités écologiques des milieux ;
- à la sensibilisation des usagers et du grand public ;
- à une meilleure gouvernance (gestion intégrée des zones côtières, etc.).

## Généralités

En bleu, les parcs naturels marins

La France compte en 2022, huit parcs naturels marins, six en métropole et deux en outre-mer. Auparavant existait également le parc naturel marin des glorieuses remplacé le 8 juin 2021 par le décret de création de la réserve naturelle nationale de l’archipel des Glorieuses.
| Dénomination                                                             | Date de création  | Superficie (km2) | Région(s)          |
| Parc naturel marin d'Iroise                                              | 28 septembre 2007 | 3 550            | Bretagne           |
| Parc naturel marin du golfe du Lion                                      | 13 octobre 2011   | 4 019            | Occitanie          |
| Parc naturel marin des estuaires picards et de la mer d'Opale            | 11 décembre 2012  | 2 347,19         | Hauts-de-France    |
| Parc naturel marin du bassin d'Arcachon,                                 | 8 juin 2014       | 420              | Nouvelle-Aquitaine |
| Parc naturel marin de l'estuaire de la Gironde et de la mer des Pertuis, | 15 avril 2015     | 6 500            | Nouvelle-Aquitaine |
| Parc naturel marin du cap Corse et de l'Agriate                          | 15 juillet 2016   | 6 830            | Corse              |
| Parc naturel marin de Mayotte                                            | 18 janvier 2010   | 69 468           | Mayotte            |
| Parc naturel marin de Martinique                                         | 24 mars 2017      | 47 340           | Martinique         |

Deux projets de parc naturel marin n’ont jamais abouti : Le parc naturel marin normand-breton sur la façade maritime de la manche et la mer du nord et le parc naturel marin de Mor braz au sud de la Bretagne

## Gouvernance

### Composante
L’initiative de la procédure revient aux ministres chargés de la protection de la nature et de la mer. Les parcs naturels marins sont créés par décret après enquête publique et avis d’organes intéressés (C. envir., R. 334-29).
Dans ce décret de création sont inscrites trois composantes :
- Le périmètre : il prend en compte, qui prend les enjeux écologiques et les usages maritimes ;
- Les orientations de gestion : c’est-à-dire les grandes finalités du parc qui guident ses actions ;
- La composition du conseil de gestion, l’organe de gouvernance du parc (qui regroupe les acteurs locaux et les usagers de l’espace marin protégé).

### Composition du conseil de gestion
Le conseil de gestion a une composition particulière définie dans le décret de création du parc, chacun des membres est nommé par arrêté inter préfectoral pour un mandat d’une durée de 5 ans.
Il est ainsi composé de représentants des acteurs du milieu marin : usagers professionnels et de loisirs, élus locaux, associations de protection de l'environnement, experts et services de l'État. Le représentant de l'État en mer et le préfet du département exercent auprès du conseil de gestion les fonctions de commissaire du Gouvernement.
Le conseil de gestion se réunit en moyenne deux à trois fois par an.
Les réunions des conseils de gestion et des bureaux ne sont pas ouvertes au public mais les délibérations prises par le conseil de gestion et les décisions du bureau sont accessibles dans le recueil des actes administratifs de l’Office français de la biodiversité. Ces décisions font également l’objet d’une communication des parcs naturels marins auprès de la presse et sur leurs sites web.

### Gouvernance locale
Les parcs naturels marins sont gérés directement par l’Agence des aires marines protégées (absorbée en 2016 par l'Agence française pour la biodiversité), un conseil de gestion est constitué pour chaque parc naturel marin, nommés pour une durée de cinq ans.
Leurs attributions sont fixées par le Code de l’environnement. Les représentants de l’État y sont minoritaires alors que les espaces couverts relèvent uniquement de l’État (C. envir., L. 334-4). Il élit en son sein son président et dispose d’un directeur délégué par le directeur de l’Agence.
Ce conseil de gestion élabore le plan de gestion du parc et peut recevoir délégation du conseil d’administration de l’Agence.
Le conseil de gestion est l’organe de gouvernance du parc naturel marin. Il définit et met en œuvre la politique du parc dans le cadre des orientations de gestion définies dans le décret de création du parc et le plan de gestion.
Cette gouvernance innovante, associant l'ensemble des acteurs d'un espace maritime, permet l’ouverture sur l’extérieur et une implication forte des acteurs locaux. Elle représente aussi l’opportunité de construire une vision partagée de l'avenir du milieu marin, afin de concilier le développement maîtrisé des activités et la protection des écosystèmes.
Cette gouvernance en mer, décentralisée et participative, est au cœur du fonctionnement du parc.

### Rôle du conseil de gestion
Le Code de l’environnement (article R. 334-33) définit les attributions du Conseil de gestion :
- Elaboration et adoption du plan de gestion du parc naturel marin (pour 15 ans), puis soumission à l'approbation du conseil d'administration de l'Office français de la biodiversité (OFB) ;
- Définition du programme d'actions annuel de mise en œuvre du plan de gestion et assure le suivi, l'évaluation périodique et la révision ;
- Adoption du rapport annuel d’activité ;
- Fixation des modalités et critères d’attribution des concours financiers de l’OFB pour les opérations définies au plan de gestion (sur délégation du conseil d’administration de l’OFB) ;
- Se prononce pour avis conforme sur les projets susceptibles d’altérer de façon notable le milieu marin et soumis à autorisation (sur délégation du conseil d’administration de l’OFB) ;
- Propose toute mesure nécessaire à la protection et à la gestion durable du parc naturel marin aux autorités de l’Etat compétentes en mer ;
- Décide de l’appui technique apporté aux projets de protection de l’environnement et de développement durable ayant un impact positif sur la conservation des habitats naturels et des espèces, la qualité des eaux.

L’autorité compétente saisit obligatoirement le conseil de gestion pour avis sur les projets de :
- Autorisation d'occupation temporaire (AOT) concernant les zones de mouillage et d’équipements légers (ZMEL),
- schémas de mise en valeur de la mer (SMVM),
- concessions de cultures marines,
- toute activité soumise à autorisation et susceptible d’altérer de façon notable le milieu marin d’un parc, que ladite activité soit située ou non dans son périmètre, pour avis conforme.

### Législation
- Loi no 2006-436 du 14 avril 2006 relative aux parcs nationaux, aux parcs naturels marins et aux parcs naturels régionaux  (Légifrance)
- Arrêté du 18 décembre 2012 relatif aux critères et méthodes à mettre en œuvre pour l'élaboration des objectifs environnementaux et indicateurs associés du plan d'action pour le milieu marin, NOR :DEVL1240631A